# Calycobolus gilgianus
Calycobolus gilgianus är en vindeväxtart som först beskrevs av Pilger, och fick sitt nu gällande namn av Hermann Heino Heine. Calycobolus gilgianus ingår i släktet Calycobolus och familjen vindeväxter. Inga underarter finns listade i Catalogue of Life.